# Manuela Goller
Manuela Goller (* 5. Januar 1971 in Wipperfürth) ist eine ehemalige deutsche Fußballspielerin.

## Karriere
Manuela Goller spielte als Torhüterin für die SSG 09 Bergisch Gladbach und Grün-Weiß Brauweiler. 1997 gewann sie mit Brauweiler gegen den FC Rumeln-Kaldenhausen den letzten in einem Endspiel ausgetragenen Deutschen Meistertitel. Des Weiteren gewann sie zweimal den nationalen Vereinspokal und einmal den DFB-Supercup. Zum Abschluss ihrer Spielerkarriere war sie in der Saison 2000/01 für die Sportfreunde Siegen aktiv.
Ihr erstes Länderspiel für die A-Nationalmannschaft bestritt sie am 5. August 1990 in Blaine beim 3:1-Sieg im Freundschaftsspiel gegen die Nationalmannschaft Englands. Mit der Nationalmannschaft gewann sie 1995 den Europameistertitel und schloss die Weltmeisterschaft im selben Jahr mit der 0:2-Finalniederlage gegen die Nationalmannschaft Norwegens ab. 1996 nahm sie mit der Mannschaft am olympischen Fußballturnier teil und bestritt alle drei Spiele der Gruppe F. Mit dem dritten Platz ihrer Mannschaft schied sie nach der Gruppenphase aus dem Turnier aus. Für sie war es zugleich ihr letzter von 45 Einsätzen als Nationalspielerin für den DFB.

## Erfolge
- Finalist Weltmeisterschaft 1995
- Europameister 1995
- Deutscher Meister 1997
- DFB-Pokal-Sieger 1994, 1997
- DFB-Supercup-Sieger 1994

## Auszeichnung
Nach dem Gewinn der Europameisterschaft 1995 wurde sie mit dem Silbernen Lorbeerblatt ausgezeichnet.